# Musée dentaire de Lyon
Le musée dentaire de Lyon est un musée fondé en 1979 d'histoire de la médecine et d'odontologie situé à Lyon, dans le bâtiment de la faculté d’odontologie de l'université Claude Bernard Lyon 1.

## Description
Le musée abrite une collection d'outils de chirurgie dentaire utilisés depuis le XVIIIe siècle,.